# Palau de la Química
El Palau de la Química va ser un edifici situat a l'Avinguda dels Montanyans, darrere del recinte del Poble Espanyol i davant de l'antic Parc d'Atraccions de la Foixarda. Obra d'Antoni Sardà del 1927, va ser construït amb motiu de l'Exposició Universal de Barcelona del 1929.
En un principi, la seva funció era com a exhibició de material esportiu al llarg de l'exposició; tanmateix, finalment es va decidir dedicar-lo a presentar els últims avenços de la indústria química.
D'aquesta manera, empreses espanyoles -ocupant la sala central-, italianes, franceses i suïsses van exposar al Palau productes químics i farmacèutics, almenys els coneguts fins al moment.

## Història
El Palau de la Química va ser projectat el 1927 per Sardà i Moltó, inicialment, amb l'objectiu d'exposar-hi material esportiu durant l'Exposició Internacional del 1929.
Més tard, però, va acabar sent destinat a l'exhibició dels últims avenços de la indústria química de diversos països propers.
Quan va finalitzar l'Exposició Internacional, l'edifici va resultar mancat d'una finalitat determinada, pel que el govern municipal va decidir atorgar-li un ús.
El 2 de març de 1932, un acord municipal va concedir a la editora Orphea Film (procedent de París) una llicència temporal per instal·lar un estudi als locals que havien quedat abandonats del Palau. Aquests serien els que, temps posterior, es coneixerien com a Estudis Cinematogràfics Orphea.
Francisco Elías i Camille Lemoine, els seus precursors, van arribar a Barcelona amb uns aparells evolucionats i preparats per filmar pel·lícules sonores i poder treballar sota uns costos menors.
Així va ser com va començar la instal·lació dels aparells acústics. Al maig de 1932, es va iniciar el rodatge de Pax, la que seria la primera pel·lícula rodada en aquests estudis -tot i que només es va filmar la versió francesa-. Francisco Elías en va ser el guionista i director d'aquesta faula pacifista en la que es realitzava una crítica sobre la figura del General Primo de Rivera.
La inauguració del estudis amb aquest rodatge va ocasionar certa discrepància entre els historiadors, atès que molts d'ells no estaven d'acord amb el fet que el president Francesc Macià fos el personatge que hi assistís. Molts consideraven que la Generalitat li estava donant un recolzament i protagonisme especial per la simple ubicació dels estudis, i era pel simple fet que a Madrid encara no existien estudis sonors.
D'aquesta manera, Barcelona va convertir-se en la capital cinematogràfica d'Espanya durant l'època, perquè va ser el lloc on es van filmar la totalitat de pel·lícules sonores espanyoles de l'any 1932 i la majoria de les del 1933. Aquest fet, doncs, va ser molt positiu tant per Barcelona com pels Estudis Orphea.
El 16 de juny de 1933, el director espanyol Benito Perojo va finalitzar als estudis barcelonins la seva pel·lícula Susana tiene un secreto, la qual va esdevenir la primera pel·lícula espanyola filmada en aquests estudis.
Tres anys més tard, cap al febrer de 1936, l'edifici es va veure sotmès a un incendi provinent d'una de les sales laterals que va provocar la intervenció dels bombers. Aquest va significar la destrucció d'una gran part dels estudis i l'esfondrament del sostre d'aquella part del palau. No obstant això, l'edifici va ser reconstruït i va continuar amb el seu funcionament vinculat al setè art, l'art cinematogràfic.
A partir d'aquell moment, hi havia una divisió binària dels estudis per tal de comptar amb els avantatges que comportava la realització de dues pel·lícules alhora. El primer escenari ocupava un espai de 1.775 m² i el segon de 1.770. Els metres quadrats restants es trobaven ocupats per oficines i serveis dels estudis.
Malauradament, uns quants anys després, el 28 d'abril de 1962, es va esdevenir l'incendi que va deixar totalment destruït l'antic Palau de la Química. La última pel·lícula que es va poder rodar en aquests estudis va ser La bella Lola, dirigida per Alfonso Balcázar.
Al lloc on es podia visitar el Palau de la Química i s'hi van ubicar els Estudis Orphea hi ha, avui, l'aparcament per autocars dels turistes que visiten el Poble Espanyol.

## Arquitectura de l'edifici
L'edifici tenia una superfície d'aproximadament 4.500 m² i es trobava situat al costat del Palau de les Diputacions. Tenia una cúpula monumental nervada de base decagonal (deu costats i deu angles) i una escultura del carro tirada per cavalls, la qual es trobava a l'accés principal conjuntament amb quatre columnes. Al vestíbul de la entrada hi havia una gerra de proporcions monumentals amb una inscripció referent a una important casa farmacèutica barcelonina.
L'edifici, a més, disposava de tres seccions que es trobaven comunicades a través d'un cos central.
D'altra banda, tenia certa influència de l'estil francès de l'època. Mostrava material esportiu als seus salons, tot i que més tard es va canviar la finalitat de la seva construcció i es va dedicar, íntegrament, a la indústria química.
Cal mencionar, també, que el Palau de la Química tenia un important protagonisme en tot l'skyline de Montjuïc.

## Distribució
Quan el Palau va ser destinat a l'exposició de productes químics es trobava organitzat d'una manera determinada, pel que cada país ocupava un espai en concret. i contribuïa d'una manera específica.
- Espanya: era la secció que proporcionava la principal esperança a la indústria nacional. Al 1927, les importacions representaven una sortida de 230 milions de pessetes, fet que significava la capacitat consumidora de la nació espanyola de matèries que, un cop transformades, podien ser aplicades en diverses de les nostres indústries.
- Itàlia: es trobava a l'ala dreta i presentava la Fabrica Reunnita Agricultori Italiani, una instal·lació força completa de l'Institut Seroteràpic Milanès, una altra de l'Institut Mèdic Farmacèutic de Roma i la última de l'Institut Nacional Mèdic Farmacèutic.
- França: a l'ala esquerra exposava productes de les Indústries Químiques Primeres matèries, Pintures i Pells, Productes farmacèutics i Papers que es podien localitzar a Vernon, París, Saint Claire, Huningue i Mülhausen.